# Frédéric Ferrière

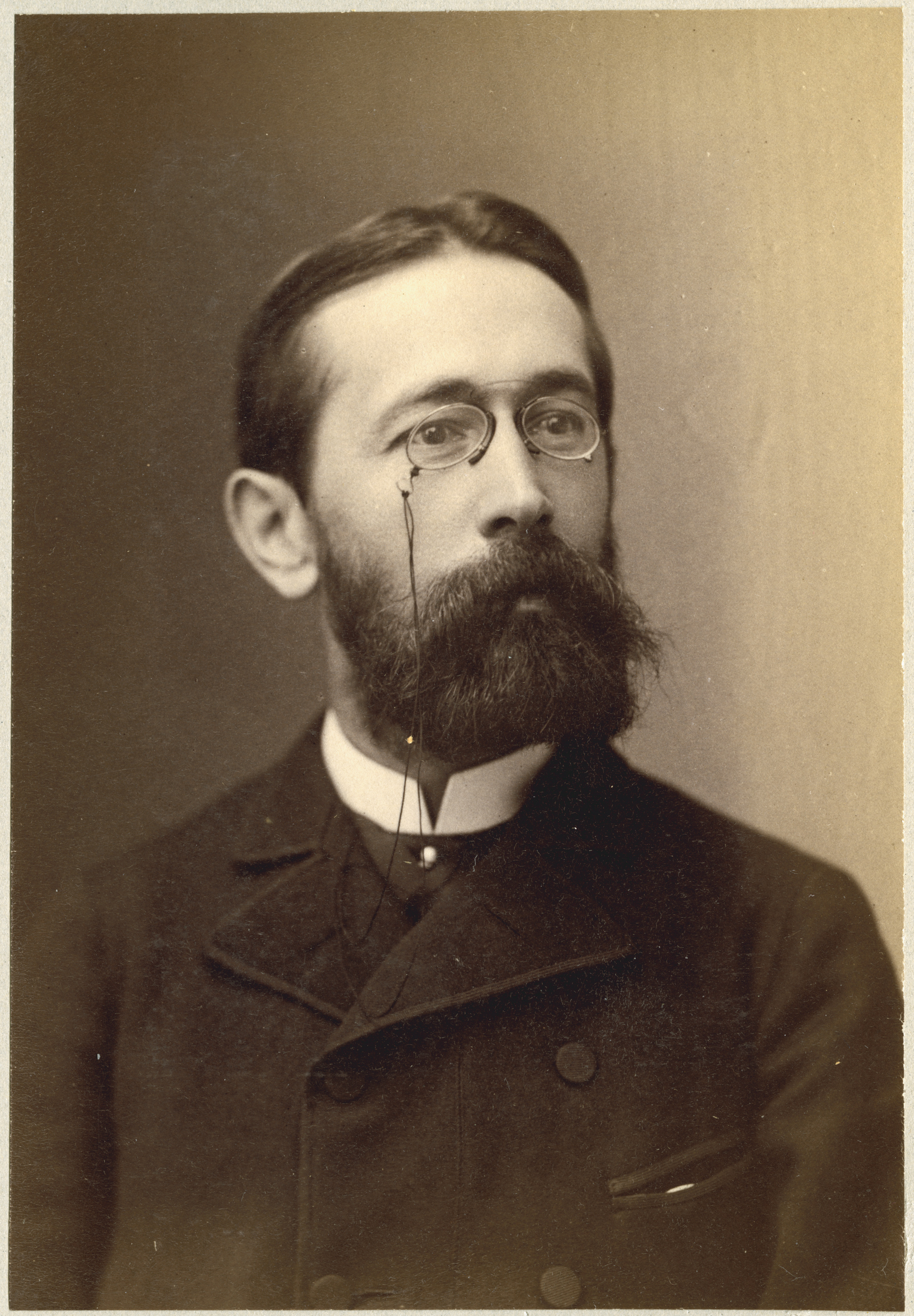
Frédéric Ferrière

Frédéric Auguste Ferrière (* 9. Dezember 1848 in Genf; † 14. Juni 1924 ebenda) war ein Schweizer Arzt, Mitglied und Vizepräsident des Internationalen Komitees vom Roten Kreuz (IKRK). Er gründete während des Ersten Weltkriegs die zivile Sektion der Internationalen Zentrale für Kriegsgefangene.

## Leben
Er wuchs als vierter von fünf Kindern des Jean-Emmanuel Ferrière (1804–1871) und der Augusta Reinecke (1820–1896) in Genf auf. Die Familie Ferrière stammte ursprünglich aus der Normandie und hatte sich im 18. Jahrhundert in Genf niedergelassen. Sein Vater und Grossvater waren Pfarrer, ebenso sein älterer Bruder Louis. Seine Grossmutter väterlicherseits, Suzanne Develay war an Typhus gestorben, mit dem sie sich vermutlich bei Soldaten angesteckt hatte, die sie 1814 auf der Durchreise in Genf pflegte. Louis Appia, einer der Gründer des IKRK, war ein Neffe dieser Grossmutter. 
Nach seiner Schulzeit in Genf begab sich Ferrière zum Medizinstudium nach Bern, Heidelberg (bei Arnold, Viktor Gegenbauer, Simon, Nicolaus Friedreich) und Wien (bei Theodor Billroth, Ferdinand von Hebra). 1875 wurde er Doktor der Medizin in Heidelberg und 1878 bekam er die Zulassung als Arzt in Genf.
Nach dem Ende seines Studiums und während des Deutsch-Französischen Krieges engagierte er sich Pfleger in einer der ersten Ambulanzen des Roten Kreuzes neben Louis Appia. Neben seiner Tätigkeit als Arzt in Genf widmete er sich dem Aufbau des Roten Kreuzes. Als er vom IKRK 1875–76 mit Aloïs Humbert und Charles Gretz nach Montenegro geschickt wurde, half er 1876 bei der Gründung des nationalen Roten Kreuzes von Montenegro und leitete dort 1877 eine Rotkreuzambulanz im Russisch-Osmanischen Krieg. Er heiratete 1878 Adolphine Faber (1853–1932) in Wien, mit der er vier Kinder hatte. Sein ältester Sohn Adolphe wurde Mitbegründer der Reformpädagogik (Éducation nouvelle).
Im Jahr 1884 wurde er Mitglied des IKRK. Er nahm von 1878 bis 1920 an zahlreichen Kongressen über Hygiene und an Delegationen zur Bekanntmachung des Roten Kreuzes und seiner Nützlichkeit in Friedenszeiten und für die Zivilbevölkerung teil, die ihn von Sankt Petersburg bis Ägypten und New York führten. Als Hygienespezialist förderte er die Beteiligung des Roten Kreuzes bei der Bekämpfung des Typhus (Konferenz in London 1907, später Missionen in Wien). Mehrere IRKR-Missionen führten ihn 1915 nach Deutschland und 1917 sowie 1919 in den Balkan. 1920 war er Mitbegründer der Union Internationale de secours aux enfants. Ab diesem Zeitpunkt gab Ferrière seine Arztpraxis auf, um sich ganz in den Dienst des Roten Kreuzes zu stellen.

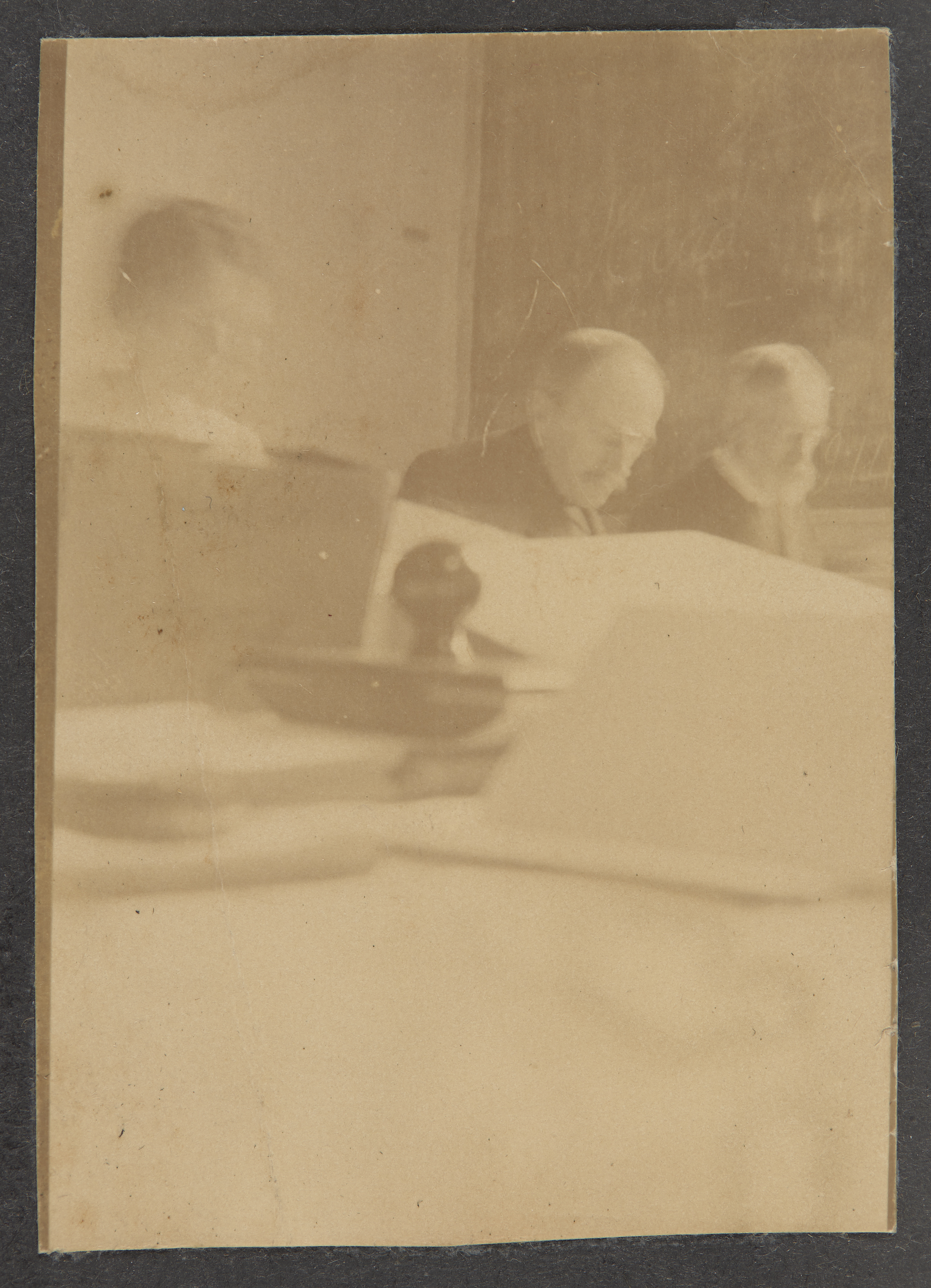
Ferrière (rechts) mit Rolland (Mitte) und einer nicht-identifizierten Kollegin in der IPWA

Die 1914 neu eingerichtete Internationale Zentralstelle für Flüchtlinge (IPWA) des IKRK war aufgrund des Mandates anlässlich der 9. Konferenz von Washington von 1912 (Resolution VI) ausschliesslich für Kriegsgefangene bestimmt. Entgegen dem Rat der anderen Komiteemitgliedern, die der Auffassung waren, dass das Rote Kreuz sich an die von vielen Staaten unterzeichneten Konventionen zu halten habe und diese zusätzliche Aufgabe die Möglichkeiten des IKRK übersteigen würde, war Ferrière der Meinung, dass sie die Suchanfragen von Zivilpersonen nicht unbeantwortet lassen dürfen. Er gründete eine private zivile Sektion des IPWA, bei der ihm nahestehende Personen halfen und denen sich bald Hunderte von Freiwilligen aus allen Schichten anschlossen. Der französische Schriftsteller Romain Rolland half als Freiwilliger vom Oktober 1914 bis Juli 1915 und als der den Literaturnobelpreis 1915 erhielt, spendete er der Zentralstelle die Hälfte des Preisgeldes. Trotz des rechtlichen Vakuums wurde diese Sektion bald als Organ des Roten Kreuzes wahrgenommen. Das schnelle Wachstum dieser Zweigstelle stellte einen positiven Wendepunkt in der Popularität des Roten Kreuzes und seiner Entwicklung dar. Die zivile Sektion führte ihre Aktivitäten bis anfangs der 1920er Jahre weiter. 
Am 14. September 1939 wurde in Genf die Zentralstelle für Kriegsgefangene wieder eröffnet, die eine von Suzanne Ferrière, einer Nichte Fréderic Ferrières, geleitete zivile Abteilung hatte. Mit der Neufassung der Genfer Konventionen von 1949 konnten die Zivilpersonen formell als Mandat des Roten Kreuzes integriert werden.

„Aber jener Mann, der die Seele des Ganzen ist, dessen Initiative die Rettung der Zivilgefangenen zu danken ist, steht heute wie am ersten Tag an seiner Stelle, Doktor F. Ferrière, ein alter Mann und, wie man zuerst meinen möchte, ein müder Mann. Er hat schon im Jahre 1870 als freiwilliger Arzt im Kriege Dienst geleistet und ist doch als fast Siebzigjähriger im Balkankriege hinuntergefahren zu den bulgarischen Schlachtfeldern, und gerade der gegenwärtige Krieg hat ihm eine Kraft gegeben, wie sie nur das innerst bewegte Gefühl einem menschlichen Werke verleihen kann.“

## Ehrungen
Zahlreiche Ehrungen bezeugen die grosse Wertschätzung für seine Bemühungen im Dienste des IKRK.
- 1871 Verdienstmedaille Baden
- 1871 Verdienstmedaille Preussen
- 1876 St.-Sava-Orden Serbien
- 1886 Kreuz der Königin Nathalie von Serbien
- 1896 Schweizer Erinnerungsdiplom für Dienstleistungen
- 1908 Ritter der Ehrenlegion
- 1918 Orden Danilos I. für die Unabhängigkeit (Montenegro), (Grossoffizier)
- 1919 Goldmedaille Das dankbare Frankreich
- 1919 Goldmedaille Das dankbare Belgien
- 1919 Salvatore Medaille (Stadt Wien)
- 1920 St.-Sava-Orden Serbien, Grossoffizier
- 1921 Ehrenkreuz der Universität Wien
- 1923 Ritter des belgischen Kronenordens
- 1924 Offizier der Ehrenlegion
- zahlreiche Medaillen von nationalen Rotkreuzgesellschaften (Montenegro, Serbien, Österreich, Bulgarien, Ungarn, Italien, Spanien, Portugal, Estland usw.)